# José Manuel de Herrera
José Manuel de Herrera Sánchez (27 de març, 1776 – 17 de setembre, 1831) fou un doctor de la Teologia mexicà d'origen crioll pertanyent a la classe propietària de fortuna mitjana, i s'uneix a la carrera eclesiàstica a Santa Ana Acatlán i a Guamuxtitlán per part de la Real i Pontifícia Universitat com a llicenciat i doctor de Teologia.

## Biografia
El coneixement de José Manuel de Herrera dels principis liberals i nacionalistes dels pensadors francesos, espanyols i nord-americans, va despertar en ell la consciència patriòtica, i molt aviat s'uneix a la insurrecció a San Luis Potosí, aconseguint una militància intensa i efectiva al costat d'Antonio Reyes; entre les seves gestes, encara que d'importància regional, va ser part de la insurrecció popular que donà la tònica al moviment per la independència de Mèxic.
El 1811 José Manuel de Herrera participa amb José María Morelos en la campanya i presa d'Oaxaca on se li encarrega l'edició de El Correo Americano del Sur, periòdic que difon les idees insurgents. Per mitjà de bàndols es donen a conèixer diverses mesures importants: les modificacions que han de fer-se a la divisió política de les intendències amb la finalitat de crear la Província de Tecpan amb una capçalera administrativa a la qual els habitants del sud poguessin acudir; la reglamentació del dret de contribució i de l'estanc del tabac; així mateix, es declara que la terra s'ha de lliurar als pobles per al seu cultiu, en vista que el seu benefici ha de ser per als naturals; finalment, anuncia la creació d'un futur Congrés que s'instal·larà a Chilpancingo.

## Inicis polítics
El virrei Juan José Ruiz de Apodaca és deposat del comandament, i poc temps després arriba Juan José O'Donojú O'Ryan, liberal anticolonialista, qui entén amb claredat la situació i facilita el trànsit a la Independència en donar suport al Pla d'Iguala amb els Tractats de Córdoba. Agustin d'Iturbide entra triomfant, amb l'Exèrcit de les Tres Garanties a la ciutat de Mèxic, el 27 de setembre de 1821, tot just sis mesos després d'haver iniciat el seu pronunciament, mentre que als insurgents els havia pres 11 anys aconseguir la Independència. Immediatament, es va constituir la Junta Provisional Governativa de l'Imperi Mexicà, que nomenava una Regència presidida per Agustin d'Iturbide amb capacitat executiva, mentre que el rei d'Espanya Ferran VII, o alguna altra persona de la família real acudís a Mèxic a assumir el nou govern. A més a més, es va convocar una reunió d'un Congrés Constituent per promulgar les bases polítiques i socials per a l'organització de l'Imperi Mexicà.
El 4 d'octubre, la Regència decideix que es formin Ministeris Executius, del qual José Manuel Herrera és nomenat Ministre de Relacions Exteriors i Interiors, i temps després buscaria realitzar contactes immediats amb els Estats Units, Guatemala, Anglaterra i Rússia pels seus establiments propers a l'Imperi Mexicà, així com amb Cuba, Puerto Rico, les Illes Filipines i les Marianes, perquè es tractaven de països que havien depès econòmicament de Nova Espanya.

## Primer Ministre
José Manuel de Herrera sent també Primer Ministre de l'Imperi Mexicà va realitzar contactes per raons polítiques amb Espanya, França i altres països hispanoamericans com Colòmbia, que gairebé al mateix temps que els regentis expedien el nomenament del primer canceller mexicà, el lluitador Simón Bolívar, per conducte del seu secretari Pedro José Ramón Gual Escandón, va enviar el 10 d'octubre de 1821, la primera felicitació que rebés Mèxic per la consumació de la seva Independència.
El 29 d'octubre de 1821, Agustin d'Iturbide per mitjà del Primer Ministre va escriure una carta a Gabino Gaínza y Fernández de Medrano, el President de la Junta Provisional Consultiva d'Amèrica Central amb delegats que representaven a Chiapas, El Salvador, Hondures, Nicaragua i Costa Rica amb la proposta d'unir-se a l'Imperi Mexicà d'acord amb el Pla d'Iguala i els Tractats de Córdoba. Herrera va redactar una Memòria on es consignava la informació de les seves activitats durant el seu govern com primer ministre i la va manar editar a la impremta, de la qual, declarava haver dividit el Ministeri en quatre seccions; d'Estat, de Govern i de Foment amb l'objecte de facilitar el seu funcionament. Després de l'abdicació de l'Emperador va posar a la nació mexicana a la vora de la fragmentació en petits països; les Juntes Provincials no obeïen al Suprem Poder Executiu ni al Congrés que tractava de tranquil·litzar els ànims, per a això els atorgava una ampliació de les seves facultats, i que amb el temps es va convocar a eleccions per a un nou Congrés Constitutiu, el 9 de juny de 1823, però les províncies d'Amèrica Central davant els successos ocorreguts, va optar per separar-se de Mèxic, on a partir d'aquests moments es van començar a delimitar els partits polítics amb idees centralistes i federalistes.
En establir-se la República, José Manuel de Herrera va ser diputat federal de l'estat de Veracruz i de l'estat de Tlaxcala, així com va ser Secretari de Justícia i Negocis Eclesiàstics al Govern del President Vicente Guerrero, i va estar present en l'administració per fer efectiva l'expulsió dels espanyols residents a Mèxic per decret presidencial el desembre de 1827 i 1829. D'igual manera, José Manuel de Herrera va poder presenciar les múltiples conspiracions i pronunciaments de bàndols polítics, l'elecció de Manuel Gómez Pedraza a la Presidència de Mèxic, així com l'última invasió espanyola comandada per Isidro Barradas, i a la fi de 1830 el derrocament i assassinat de Vicente Guerrero.